# Amianthium muscitoxicum
Amianthium muscitoxicum är en nysrotsväxtart som först beskrevs av Thomas Walter, och fick sitt nu gällande namn av Asa Gray. Amianthium muscitoxicum ingår i släktet Amianthium och familjen nysrotsväxter. Inga underarter finns listade.

## Bildgalleri

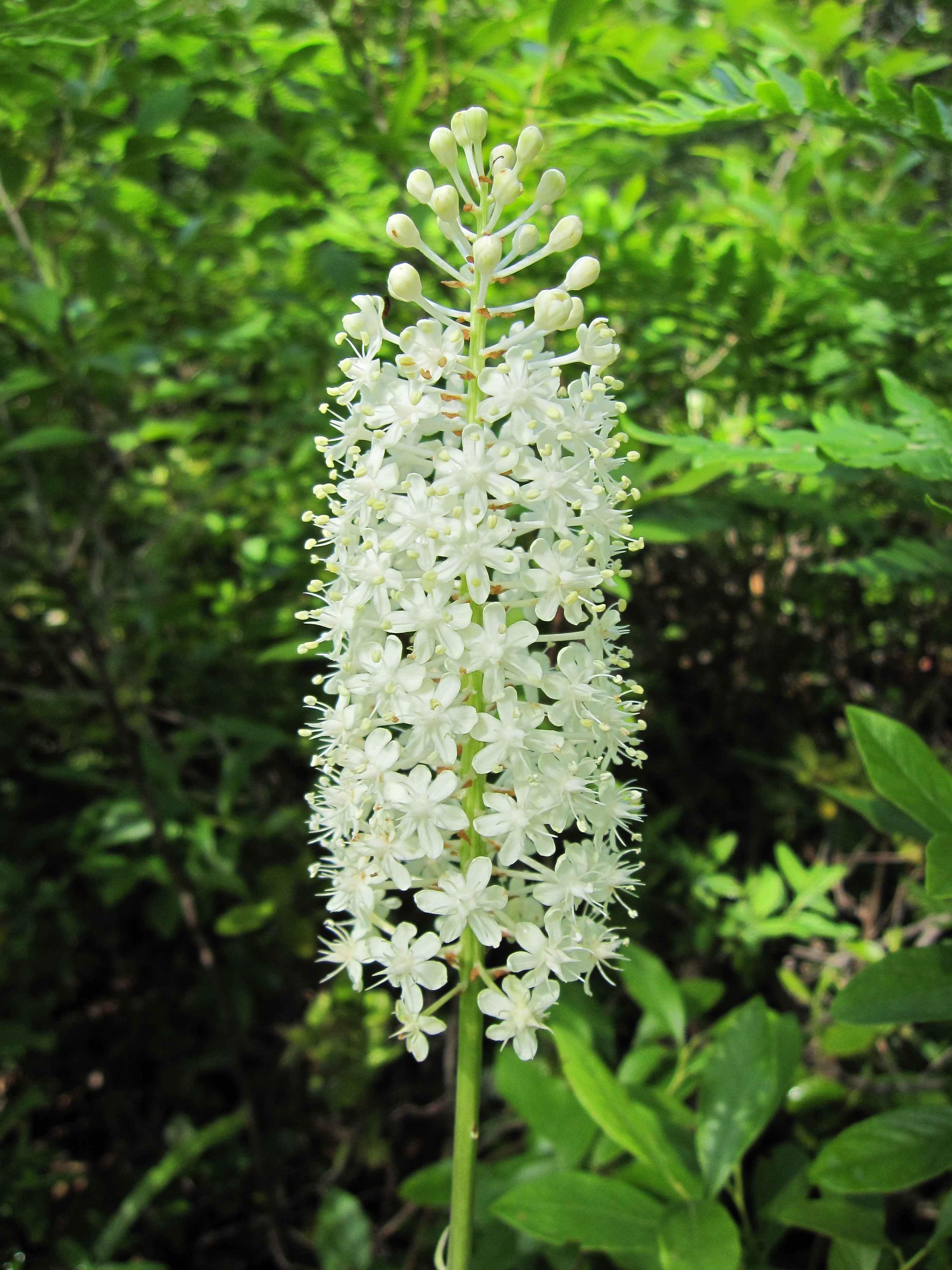
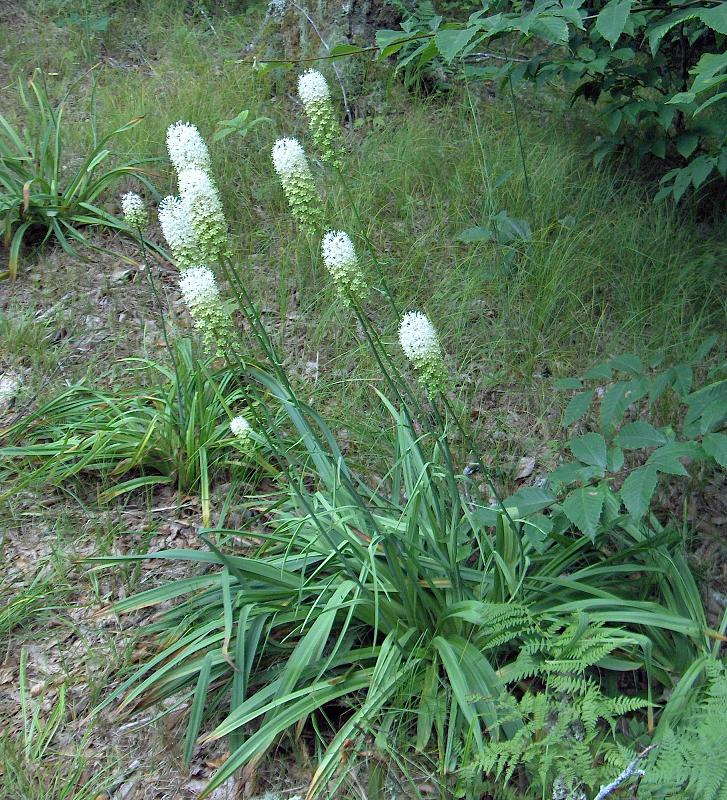
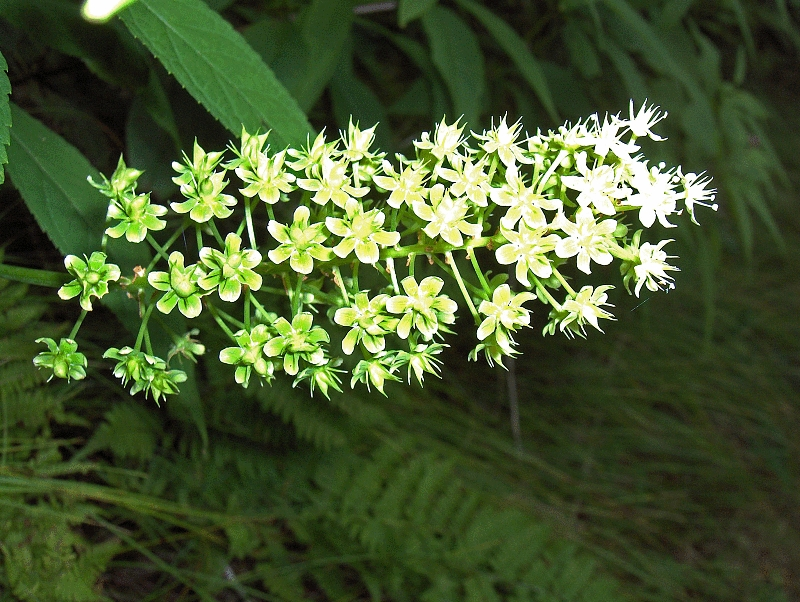
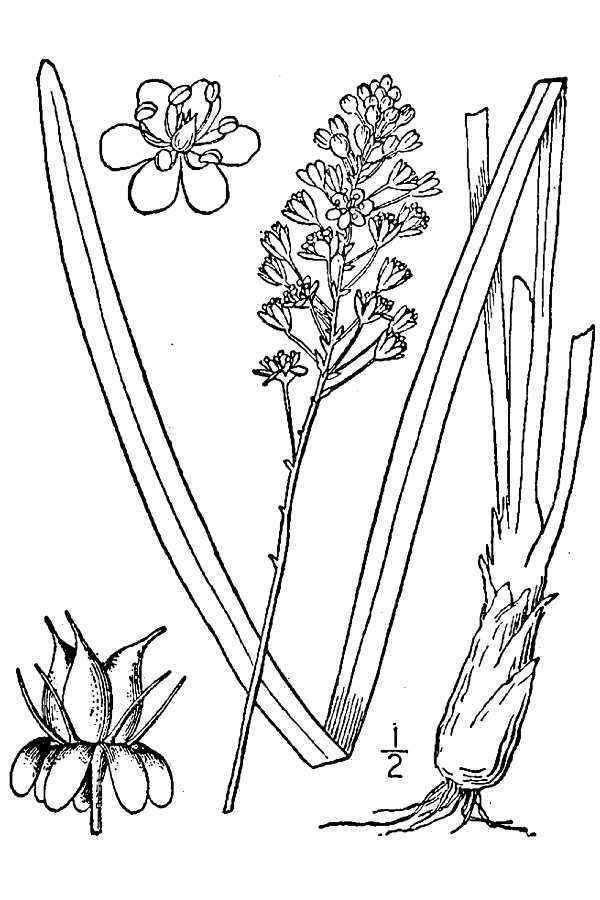
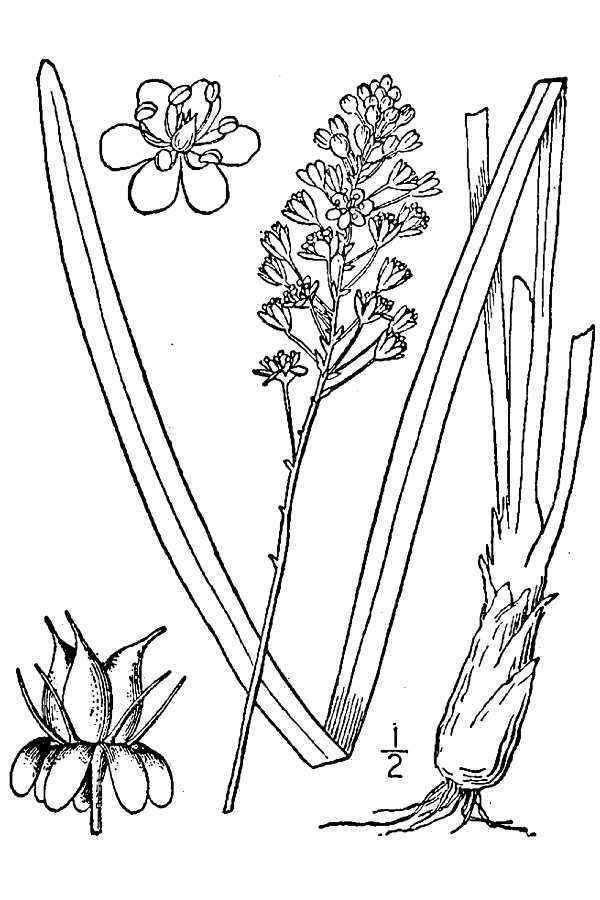